# Kalanchoe orgyalis
Kalanchoe orgyalis  es una especie de planta suculenta del género Kalanchoe, endémica de Madagascar.

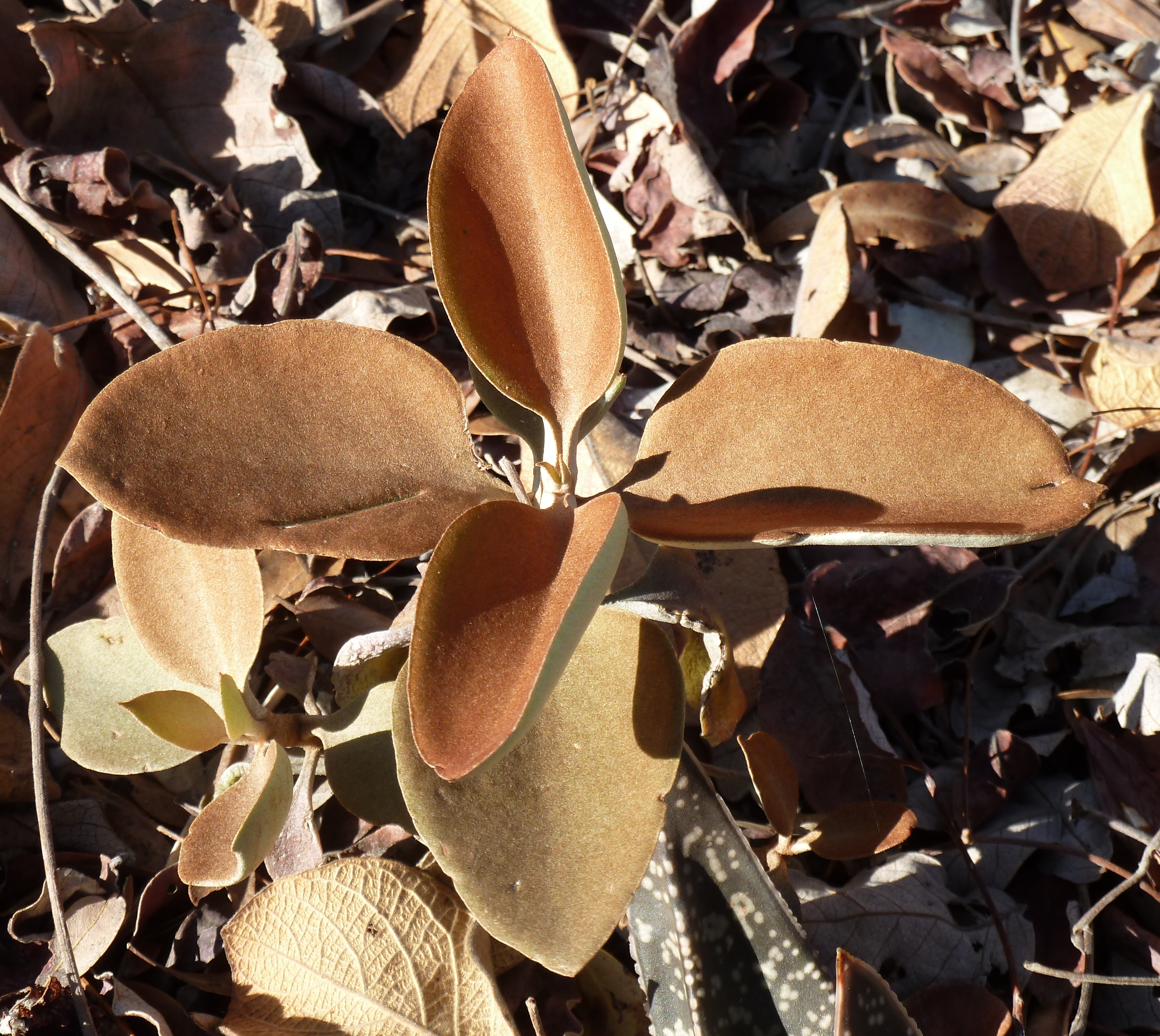
Detalle de la planta

## Características
Es un arbolito de porte erecto,  muy ramificado de hasta 2 m de altura. Los tallos jóvenes son vellosos y cuando maduran se cubren de densas escamas. Hojas verde grisáceas por el haz y verde-plateadas por el envés, de entre 5 a 15 cm por 3,5 a 10 cm, de forma ovada a elíptica o lancelolada, son duras y pilosas con márgenes enteros, ápice agudo y base atenuada. El peciolo es acanalado de unos 15 mm de largo. La inflorescencia surge en densas cimas en forma de corimbo, las flores amarillas son erectas, carnosas sobre pedicelos de 5 a 15 mm. Florece en primavera.

## Taxonomía
Kalanchoe orgyalis fue descrita por John Gilbert Baker  y publicado en Journal of Botany, British and Foreign 20: 110. 1882.
Etimología
Ver: Kalanchoe.
orgyalis: epíteto
Sinonimia
- Kalanchoe cantonasyana Drake
- Kalanchoe antanosiana Drake[2][3]